# Glossosoma chelotion
Glossosoma chelotion là một loài Trichoptera trong họ Glossosomatidae. Chúng phân bố ở miền Cổ bắc.